# مالکوم بروگدون
مالکوم بروگدون (انگلیسی: Malcolm Brogdon؛ زادهٔ ۱۱ دسامبر ۱۹۹۲) بازیکن بسکتبال اهل ایالات متحده آمریکا است.
وی همچنین برندهٔ جوایزی همچون جایزه سال بهترین تازه‌کار ان‌بی‌ای شده‌است.
از باشگاه‌هایی که در آن بازی کرده‌است می‌توان به ایندیانا پیسرز و میلواکی باکس اشاره کرد.